# حمض البيركلوريك
حمض البيركلوريك هو حمض معدني صيغته HClO4، ويكون في العادة على هيئة سائل عديم اللون وحامضيته تكون اعلى من حمضي النتريك والكبريتيك. يعتبر مؤكسد خطر جدا عندما يكون ساخناً. يستخدم هذا الحمض لتحضير أملاح البيركلورات، وعلى وجه الخصوص بيركلورات الأمونيوم، كما أنه يعتبر مكون أساسي لوقود الصواريخ. حمض البيروكلوريك يعد ذو خاصية تآكلية خطرة.

## التحضير
يمكن أن يحضر حمض البيركلوريك إما من أملاح الكلورات بتفاعل إزاحة عند إضافة حمض الهيدروكلوريك:
{\displaystyle \mathrm {\ NaClO_{4}+\ HCl\longrightarrow \ NaCl+\ HClO_{4}} }
أو من أملاح الكلوريت عند حدوث تفاعل عدم تناسب جراء التسخين:
{\displaystyle \mathrm {4\ KClO_{3}\longrightarrow \ KCl+3\ KClO_{4}} }
كما يمكن الحصول عليه من الأكسدة المصعدية لمحاليل الكلور عند قطب من البلاتين.

## الخواص
يوجد المركب في الشروط القياسية على شكل سائل عديم اللون، وهو يتميز بخواصه المؤكسدة القوية، إذ تبلغ فيه ذرة الكلور حالة الأكسدة القصوى +7.
يؤدي نزع الماء من المركب إلى الحصول على سباعي أكسيد ثنائي الكلور.
{\displaystyle \mathrm {4\ HClO_{4}+P_{4}O_{10}\longrightarrow 2\ Cl_{2}O_{7}+4\ HPO_{3}} }

## الاستخدامات
يستخدم المركب بشكل واسع في المختبرات الكيميائية في عدة تفاعلات مثل المعايرة والأكسدة والترسيب.